# بیلور (ویرجینیای غربی)
بیلور (به انگلیسی: Baylor) یک منطقهٔ مسکونی در ایالات متحده آمریکا است که در شهرستان رالی، ویرجینیای غربی واقع شده‌است. بیلور ۶۰۸٫۰۸ متر بالاتر از سطح دریا واقع شده‌است.